# Сучасне українське мистецтво
Після оголошення в 1991 році незалежності України перед вітчизняним мистецтвом постало питання самоідентифікації, необхідності переказати сучасною мовою зміст власної культури, що тривалий час розвивалася в умовах ізоляції від міжнародного мейнстріму.  Головна мета сучасного мистецтва розкрити світорозуміння та самопізнання людини. Усі представники мистецтва XX ст. – від В. Кандинського і П. Мондріана до концептуалістів і постмодерністів – наголошували, що форма сама по собі їх цікавить мало, головне – висловити нові ідеї та почуття, наочно представити те, що ще тільки-тільки з'являється, часом ледь майорить на обрії сучасного самовідчуття людей.

### Концептуалізм
В Україні цей мистецький напрямок зародився наприкінці 1970 – у 1980-х роках в Одесі. Ідея концептуалізму полягала у відновленні модернізму та передачі художніх смислів через сплетіння текстів, малюнків, об'єктів. Лідерами цього осередку були Леонід Войцехов, Сергій Ануфрієв, Ігор Чацкін та інші. Вони розглядали роль мистецтва як спосіб самореалізації в умовах тоталітарного радянського суспільства, якому протиставлялася гра, «художня необов’язковість», розмитість меж художнього твору. Концептуалізм увійшов в історію української культури як важлива складова мистецтва 1990-х років. 

### Образотворче мистецтво

#### Скульптура
Мистецтво скульптури в Україні розвивалося у тісному зв'язку з проблемами сучасності. У період 1992-1996 рр. в Україні споруджено багато нових пам'ятників видатним діячам, зокрема, Тарасу Шевченку в Луцьку, Львові, Чернігові, Шептицькому, Золотоноші; Б. Хмельницькому в Черкасах, Суботові, Кропивницькому; художникам і композиторам Д. Бортнянському та М. Березовському, І. Падалці, С. Прокоф'єву; поету А. Малишку; княгині Ользі в Києві та Луцьку, князю Ярославу Мудрому в Києві. В 2001 р. в Києві було споруджено Монумент Незалежності. Серед провідних скульпторів сучасності — Ю. Синькевич, В. Прокопів, Т. Бриж.

#### Живопис
Прикметна риса українського мистецтва – увага до натурфілософського, духовності, космічного початку. Деякі художники прагнуть зобразити зміни у відносинах людини та природи, культури й трансцендентного начала, відновити духовну цінність у світі та зв'язок із Всесвітом. Особливістю національної традиції є чуттєво-образне, духовно-релігійне, екзистенціальне усвідомлення людського буття на противагу західній ментальності, в якій панували імперативність мислення та тиранія абстракції. У творах українських митців простежується зв'язок з вічним.
Прикладом цього напряму є представник українського трансавангарду Арсен Савадов, картина якого "Смуток Клеопатри" (1987 р.) стала своєрідною емблемою українського постмодернізму. Митець вияскравлює довічне питання життя і смерті, торжества духовного в світі, єдність духу і матерії, мистецтва і сучасності. 

##### Галереї
Важливу роль у розвитку образотворчого мистецтва в Україні протягом 1990-х рр. відіграла діяльність галерей, які репрезентують здобутки художників України. Серед найбільш відомих в Україні – Центр мистецтва "Славутич", Центр сучасних мистецтв "Брама", художні галереї "Бланк-Арт", "Лаврські дзвони", "Пектораль", "Ґрифон", "Мистецький льох", "Артвітрила", "Світ Ь", галерея мистецтв Києво-Могилянської академії, галерея "Дім Миколи". 
Галереї надали відвідувачам можливість ознайомитися з творчістю відомих українських художників, зокрема О. Сухоліт, В. Цаґолов, А. Савадов, О. Харченко, М. Кривенко, О. Петрова, Т. Сільваші, Д. Фіщенко, Д. Дорсунь, М. Ніколаєв, П. Тараненко, Ж. Василевська, О. Андреєв, М. Жуков, В. Романов, Д. Оболончик, С. Давидов, Л. Бернат, Н. Вітковська, О. Балакін, А. Кущ, І. Жук, С. Тучинський, С. Алексєєв та ін.

### Мистецькі організації
Нове покоління українських митців зовсім змінило мистецьку ситуацію на українських землях. Їхня діяльність здобула такої популярності, що виникла потреба у створенні мистецькиї організацій для поширення їхньої праці. 
Організацією з суто українськими мистецькими проблемами була "Асоціяція Революційних Митців України". Досягнення цієї групи дуже значні, а її стилеві шукання лишили глибокий слід в українськім мистецтві та звернули увагу на свою працю зах.-європейського мистецького світу. До цієї групи належали такі митці: М. Бойчук, Седляр, Падалка, Наліпинська-Бойчук, Азовський, Сахновська, Мізин, Гвоздик, Бизюків і інші, ціла низка передових різьбарів, графіків і мистецтвознавців та критиків.
Українські сезаністи і митці, що працюють у формі західньо - європейської дійсности від експресіонізму до новокласицизму, зорганізовані в "Об'єднання Сучасних Мистців України" до яких, як головні представники належали Таран, Пальмів, Ткаченко, Садиленко, Крамаренко, Жданко й інші.
Близькою до обох цих організацій у мистецькому розумінні є "Асоціяція Незалежних Українських Митців" на західно-українських землях з такими митцями: Андрієнко, Бутович, Грищенко, Глущенко, Гординський, Дольницька, Ємець, Ковжун, Осіньчук, Лятуринська, Музика, Сельський і інші.
1. ↑  Сучасне українське мистецтво: історична пам’ять та світовий контекст « Korydor | журнал про сучасну культуру. www.korydor.in.ua. Процитовано 20 травня 2022.
2. ↑  Сучасне українське мистецтво. Pidru4niki. Процитовано 20 травня 2022.
3. ↑  Сучасне українське мистецтво. ukr.sovfarfor.com. Процитовано 20 травня 2022.